# Saint-Denis-lès-Rebais
Saint-Denis-lès-Rebais é uma comuna francesa localizada na região administrativa da Île-de-France, no departamento Sena e Marne. A comuna possui 716 habitantes segundo o censo de 1990.